# نانسي مجدي
نانسي مجدي
من مواليد
ولدت في (30 )اكتوبر عام (1995)
هي واحدة من ضمن ملكات جمال مصر، حصلت نانسي على لقب ملكة جمال الأرض في مسابقة ملكة جمال مصر لعام 2014.، مما أهلها ذلك لتمثيل مصر والمشاركة في مسابقة ملكة جمال الأرض بالنسخة العالمية لعام 2014. توجت نانسي مع لارا ديباني ملكة جمال مصر وأمنية أشرف ميس إيجيبت وحصلت هي على لقب ملكة الأرض لعام 2014بدأت أولى تجاربها التمثيلية، بعد أن أعلنت عن مشاركتها في مسلسل "فوق السحاب" للفنان هاني سلامة
وشاركت في مسلسل لؤلؤ وشاهد عيان.

## ملكة جمال الأرض 2014
بعد الفوز بلقب ملكة جمال الأرض بمصر، سافرت نانسي إلى الفلبين في نوفمبر 2014 للتنافس مع 84 من المرشحات آلاخريات، وكانت نانسي من ضمن من وضعت في قائمة " TOP 16 ".